# 垂葉花燭
垂葉花燭（学名：Anthurium wendlingeri）為天南星科花燭属下之一種多年生宿根附生草本植物。原生於哥倫比亞、哥斯大黎加、尼加拉瓜與巴拿馬等地熱帶雨林中。習於叢生。

## 物種描述
垂葉花燭不像許多同屬栽培品種具有光鮮亮麗的佛焰苞，但是在花序、葉片以及植株造型上都有其獨特珍稀之處。

### 葉
葉自短縮莖中抽生，狹長如帶，垂生。在原生地葉長可達兩公尺。葉片先端漸尖，基端漸狹。葉全緣，表面深綠，稍具絨面質感，背部顏色較淡。中肋明顯，表裏兩面均凸起。葉片或畢直或螺旋狀朝下生長。部分葉面具縐摺。葉柄細長，具白色斑紋，肉眼不易察覺。綠色「低出葉」（cataphyll）會風化為棕色粗糙的縱向纖維。

### 花
肉穗花序自葉腋抽出，花梗細長。圓柱形花序軸呈螺旋狀，一如開塞鑽，極其珍稀。初生時為淺鮭魚色，後漸轉為深黃。花梗以及佛焰苞初出時為灰白色或是極淺的黃綠色，上佈紅色斑紋，之後底色漸轉為墨綠，其上斑紋則漸轉為暗紫紅。佛焰苞小，狹窄，早期包覆花序，後外翻。

### 果
紅色漿果，半球形，初生時頂端尖，後凹陷。

## 圖示

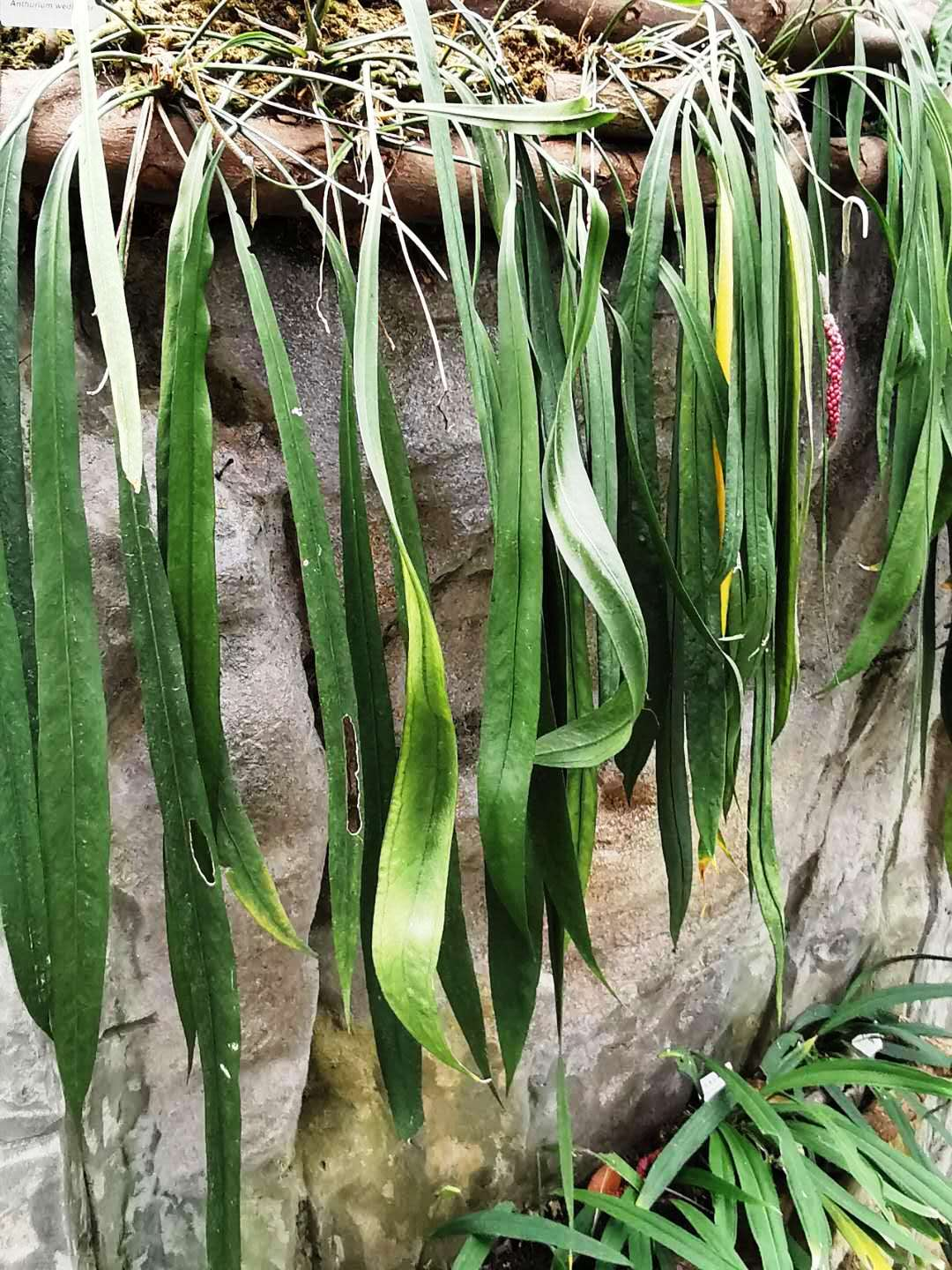
葉片螺旋狀朝下生長
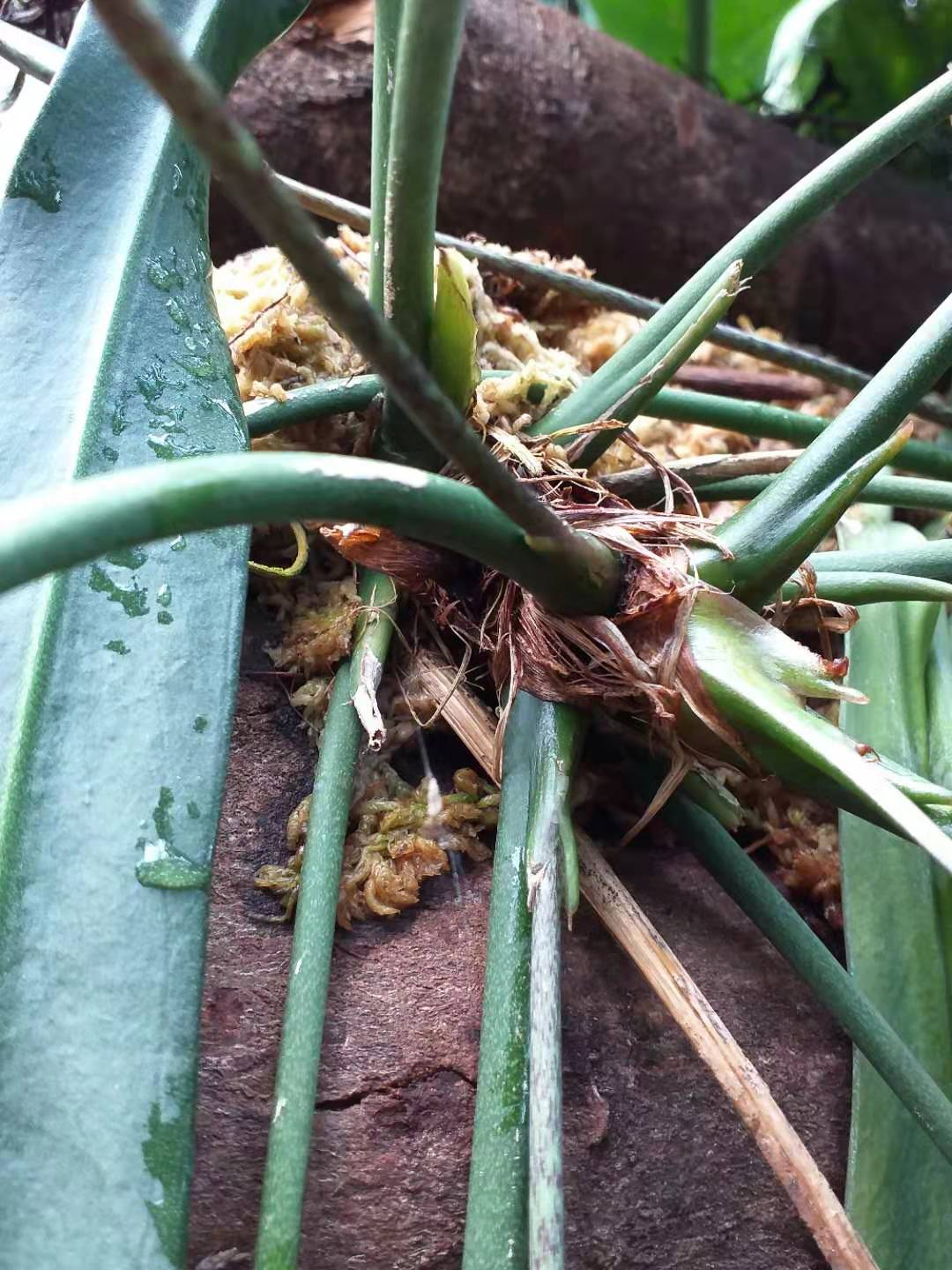
低出葉風化為纖維
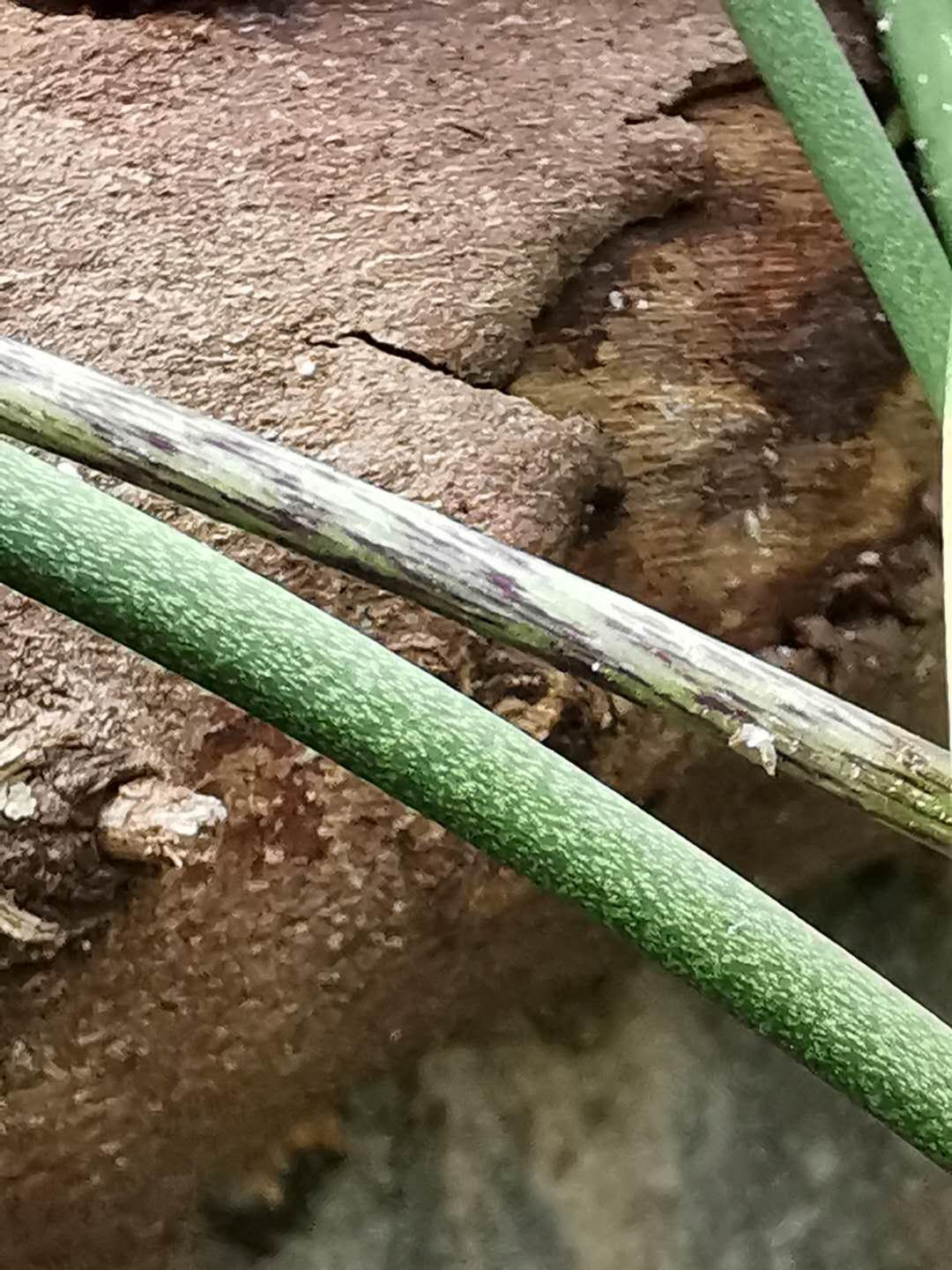
花梗、葉柄具斑紋
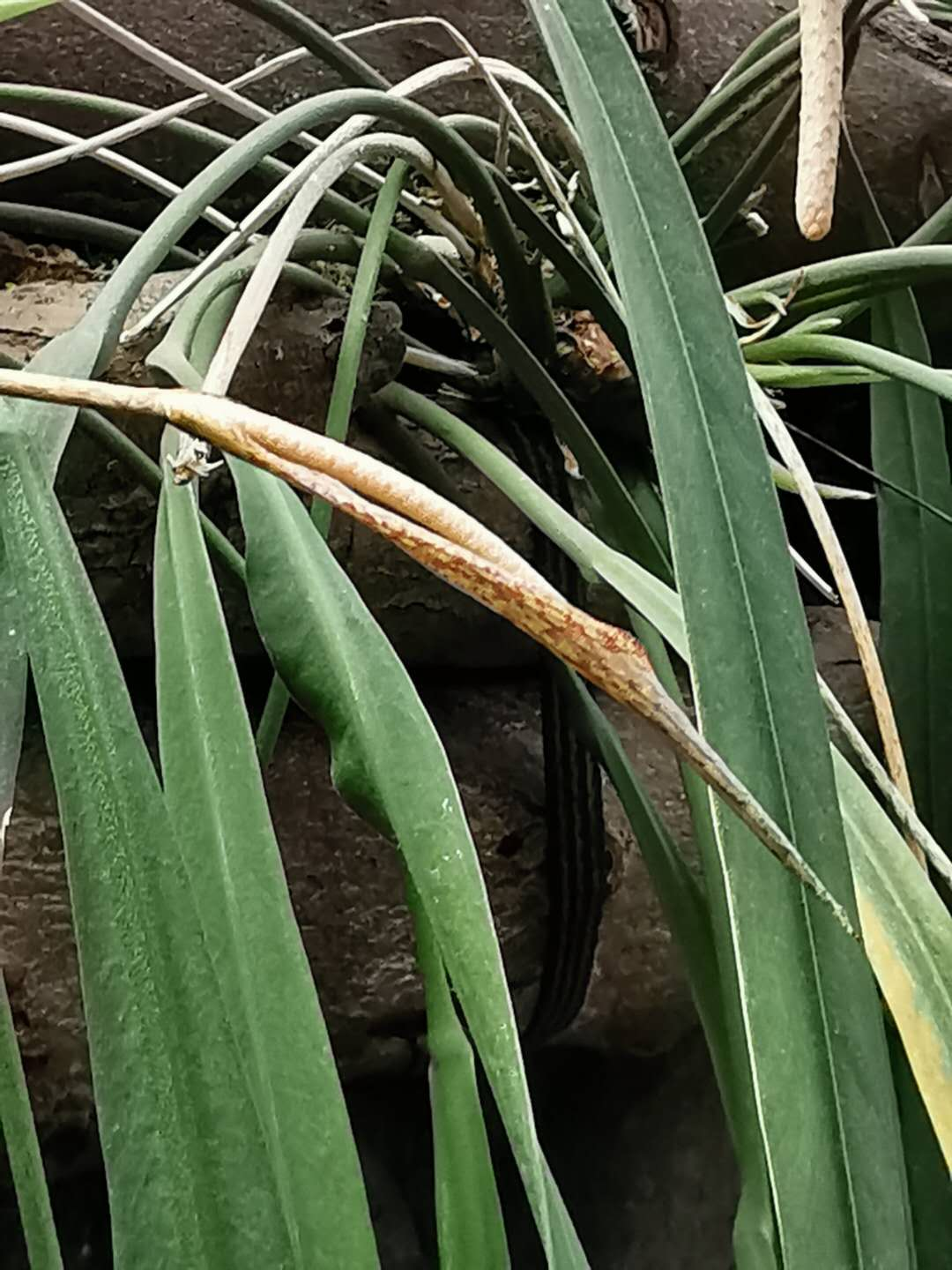
花序初期
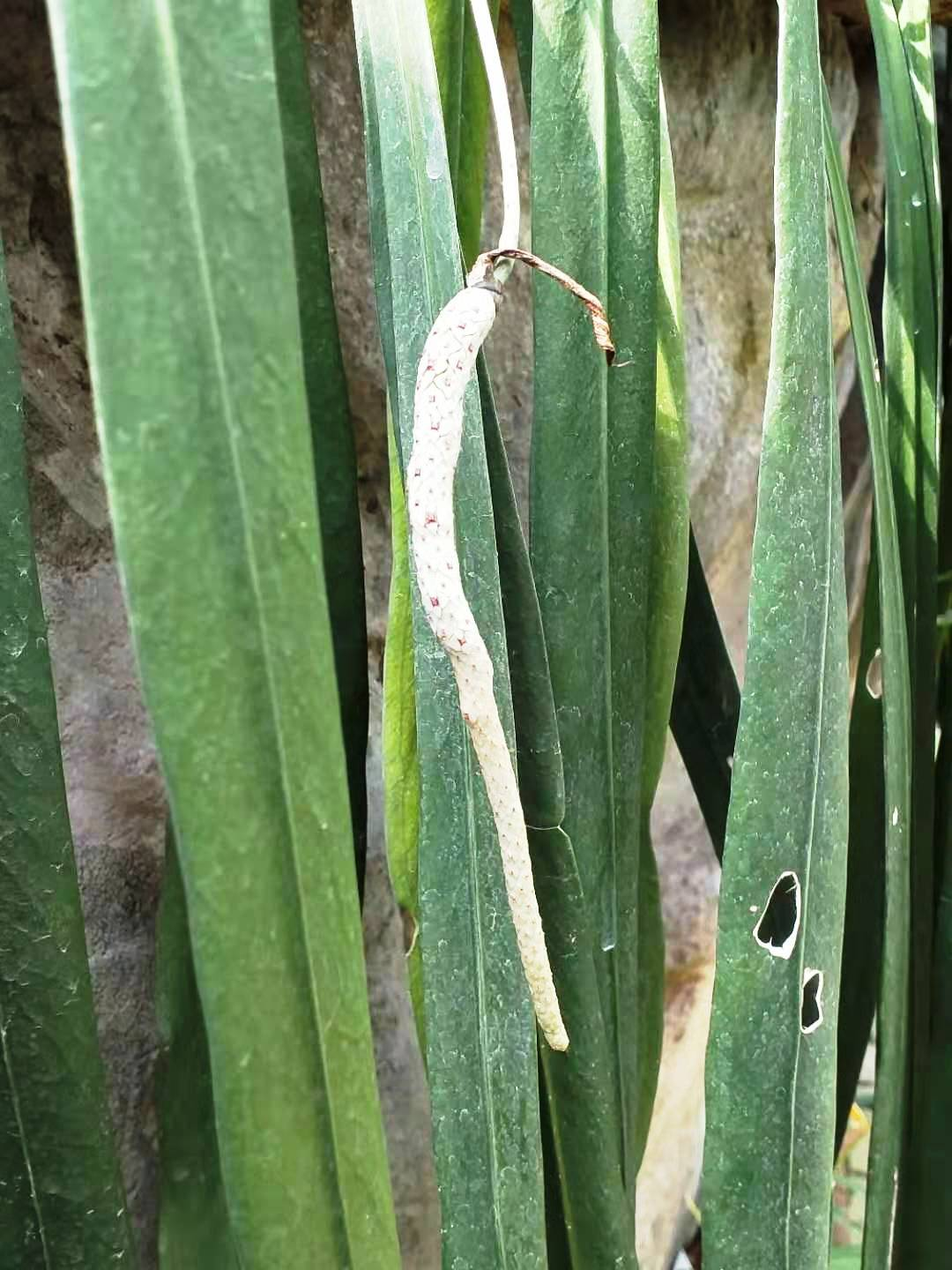
未形成螺旋狀的花序
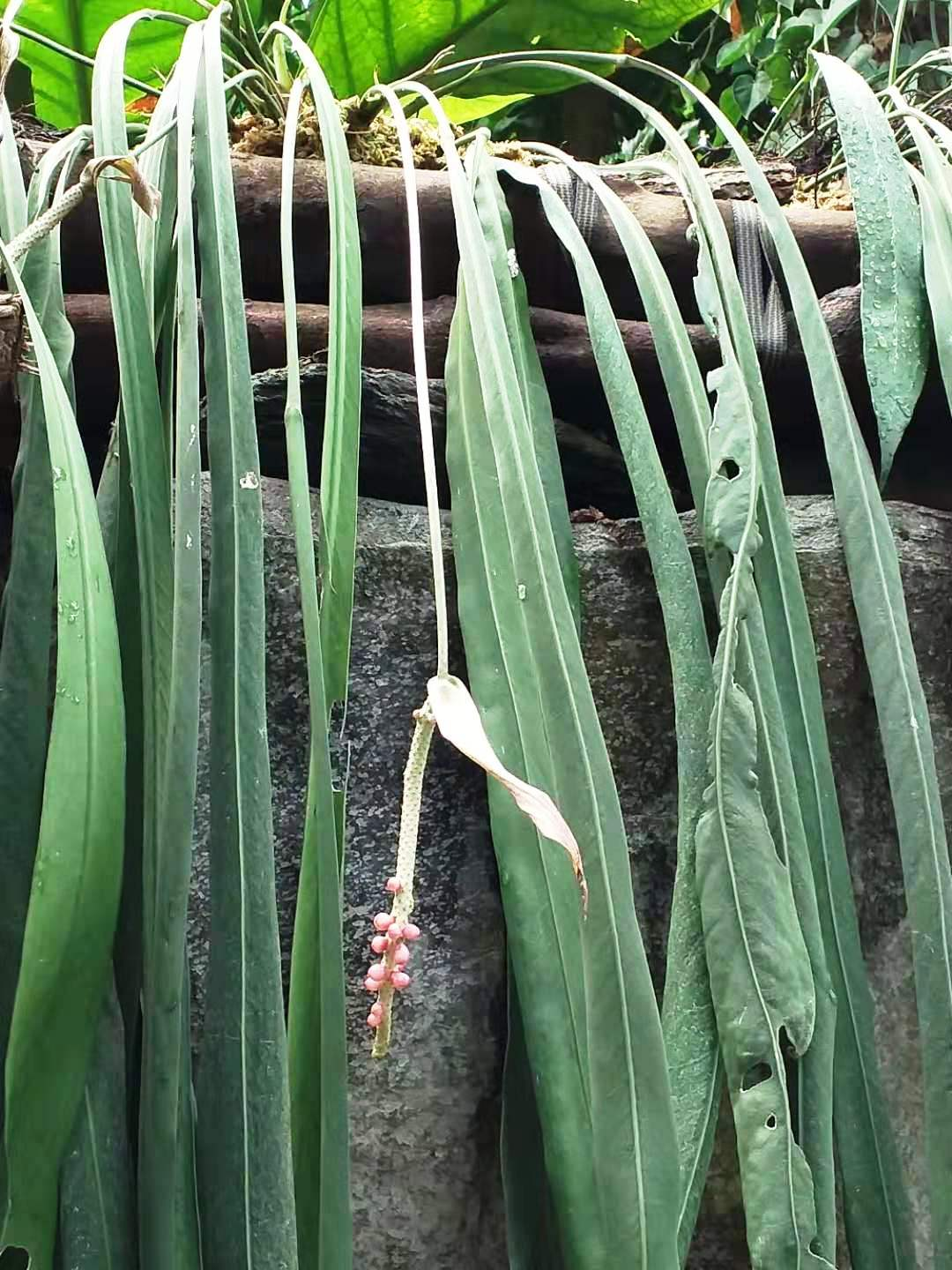
佛焰苞開始螺旋狀捲曲
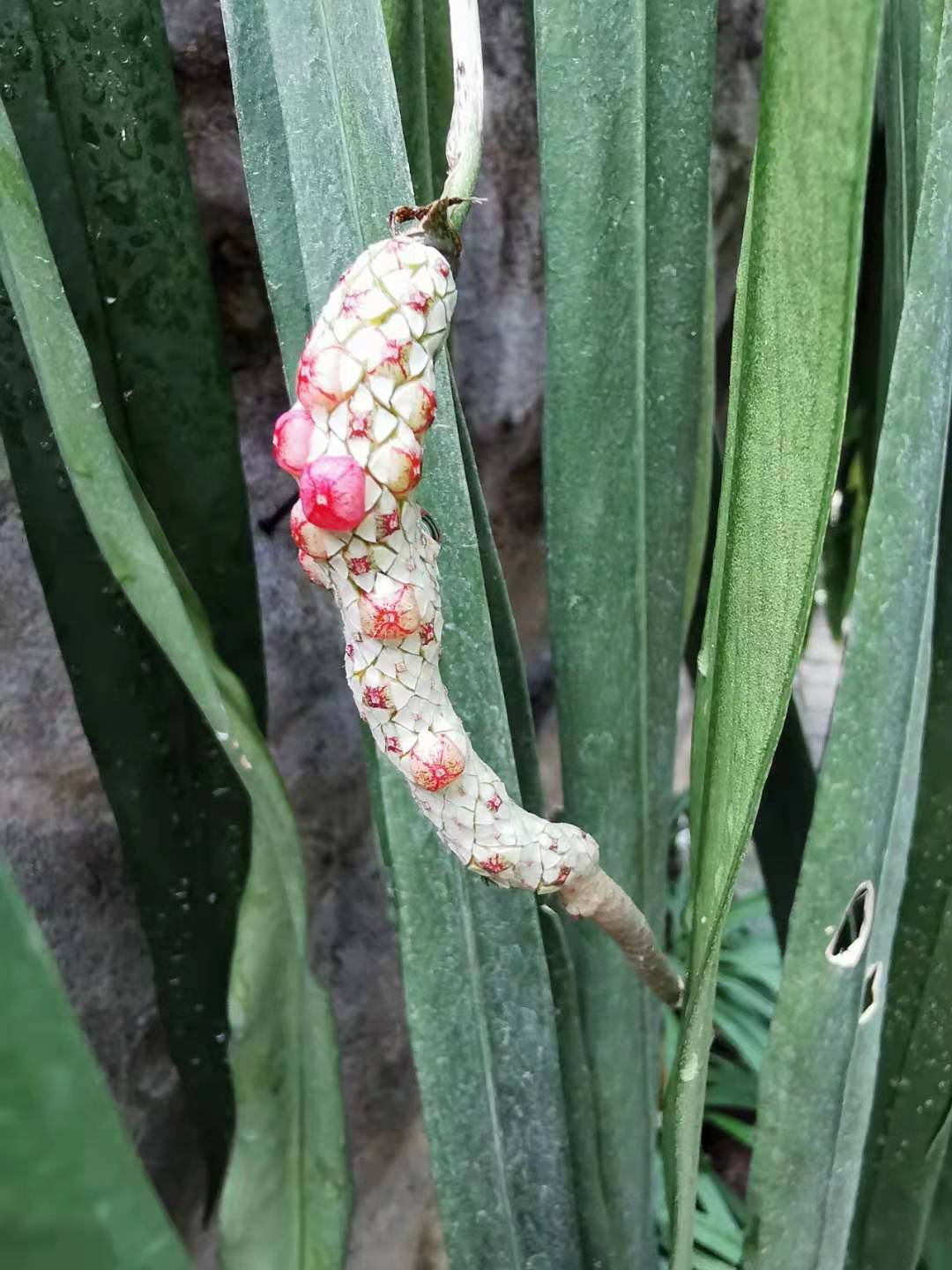
果實逐步成熟
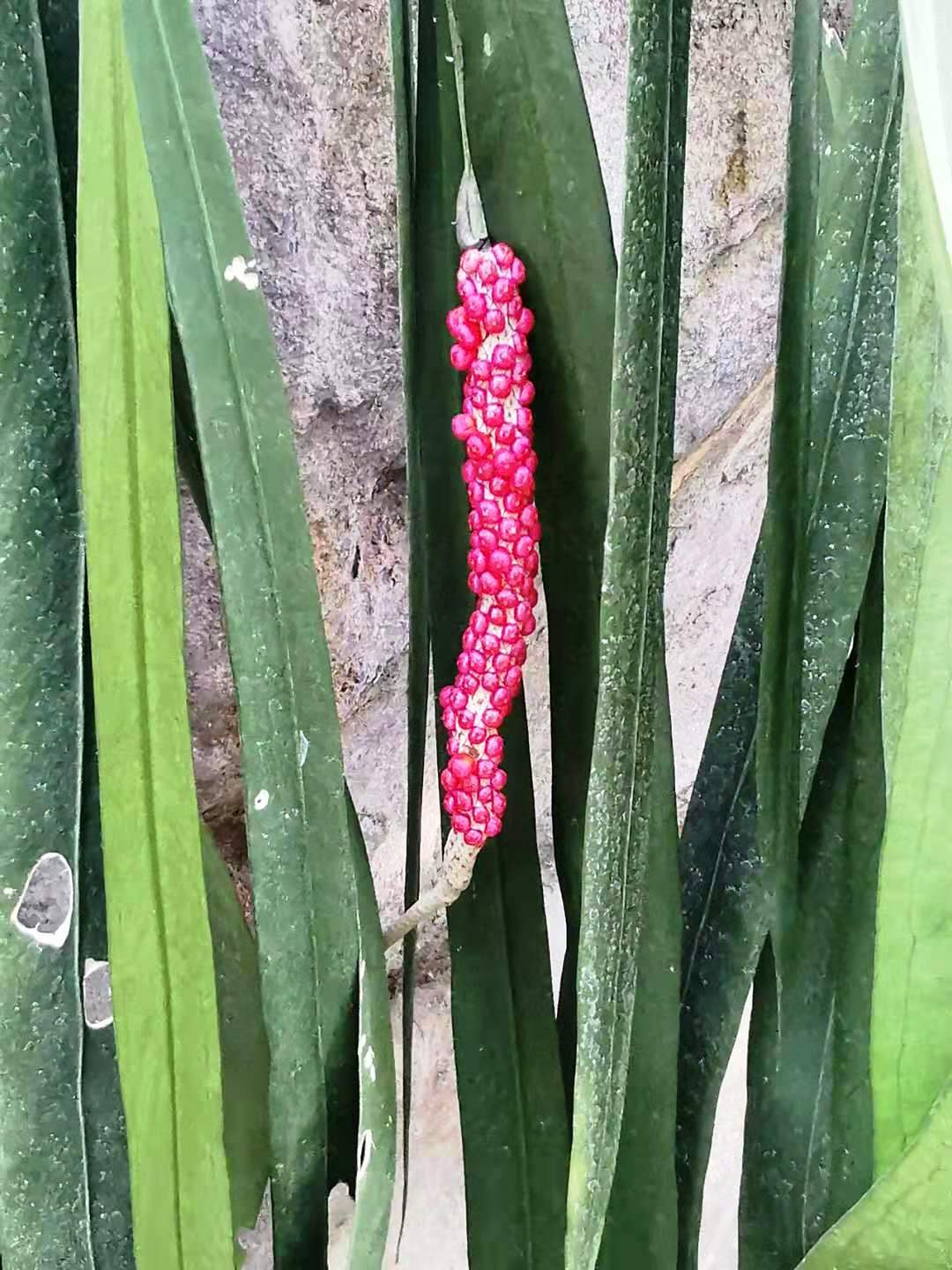
紅色漿果
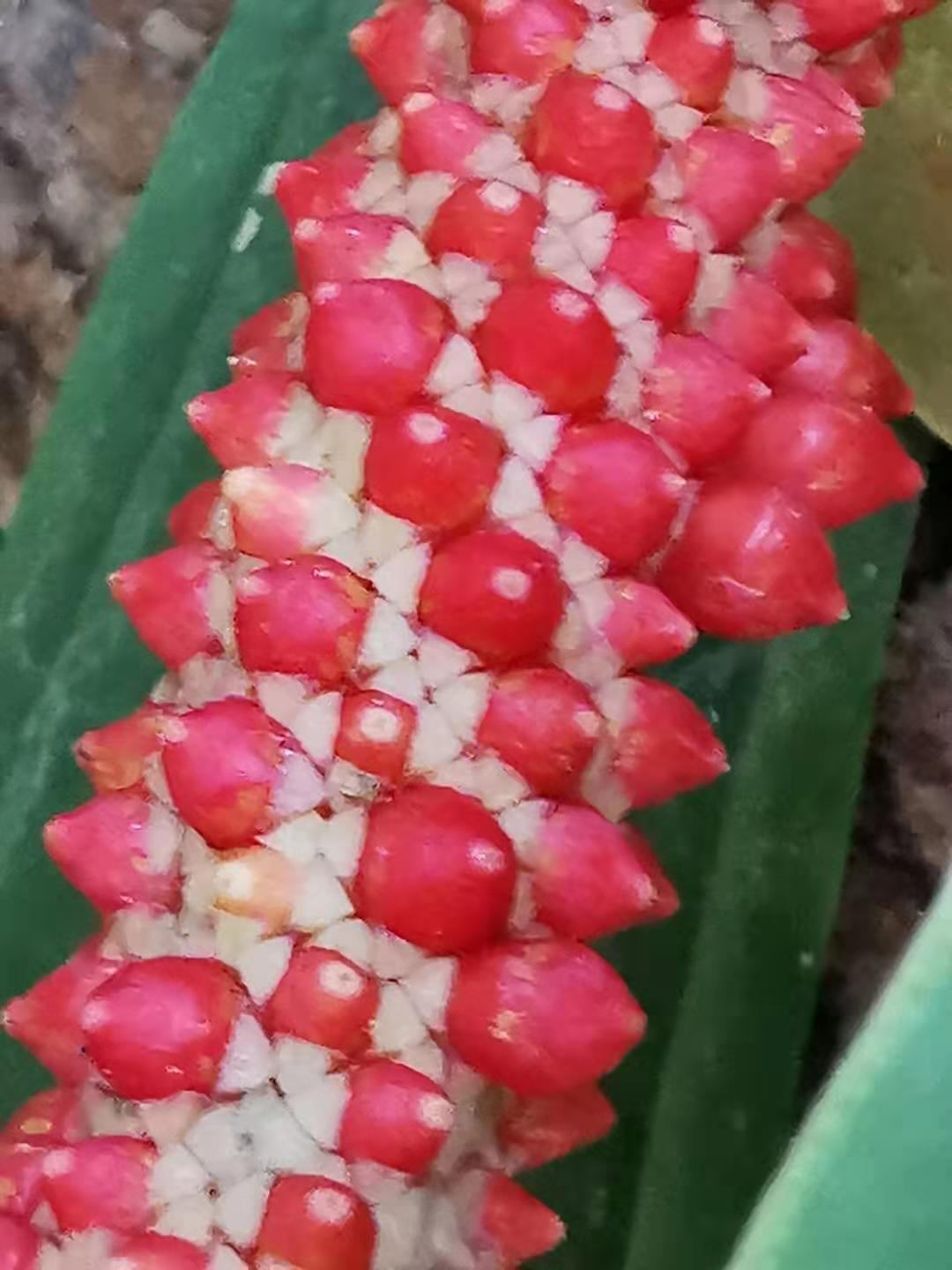
幼果頂尖
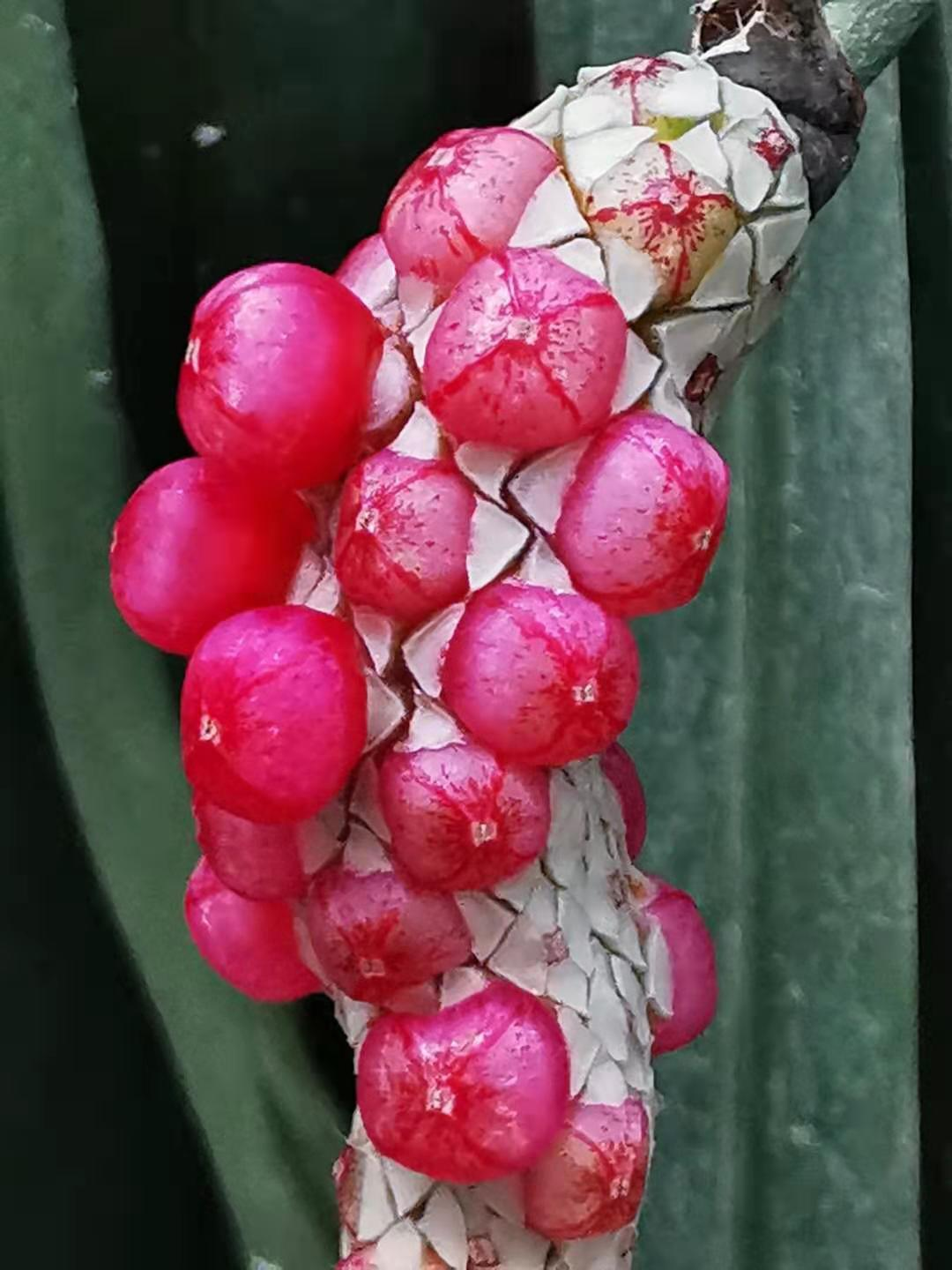
熟果中央凹陷
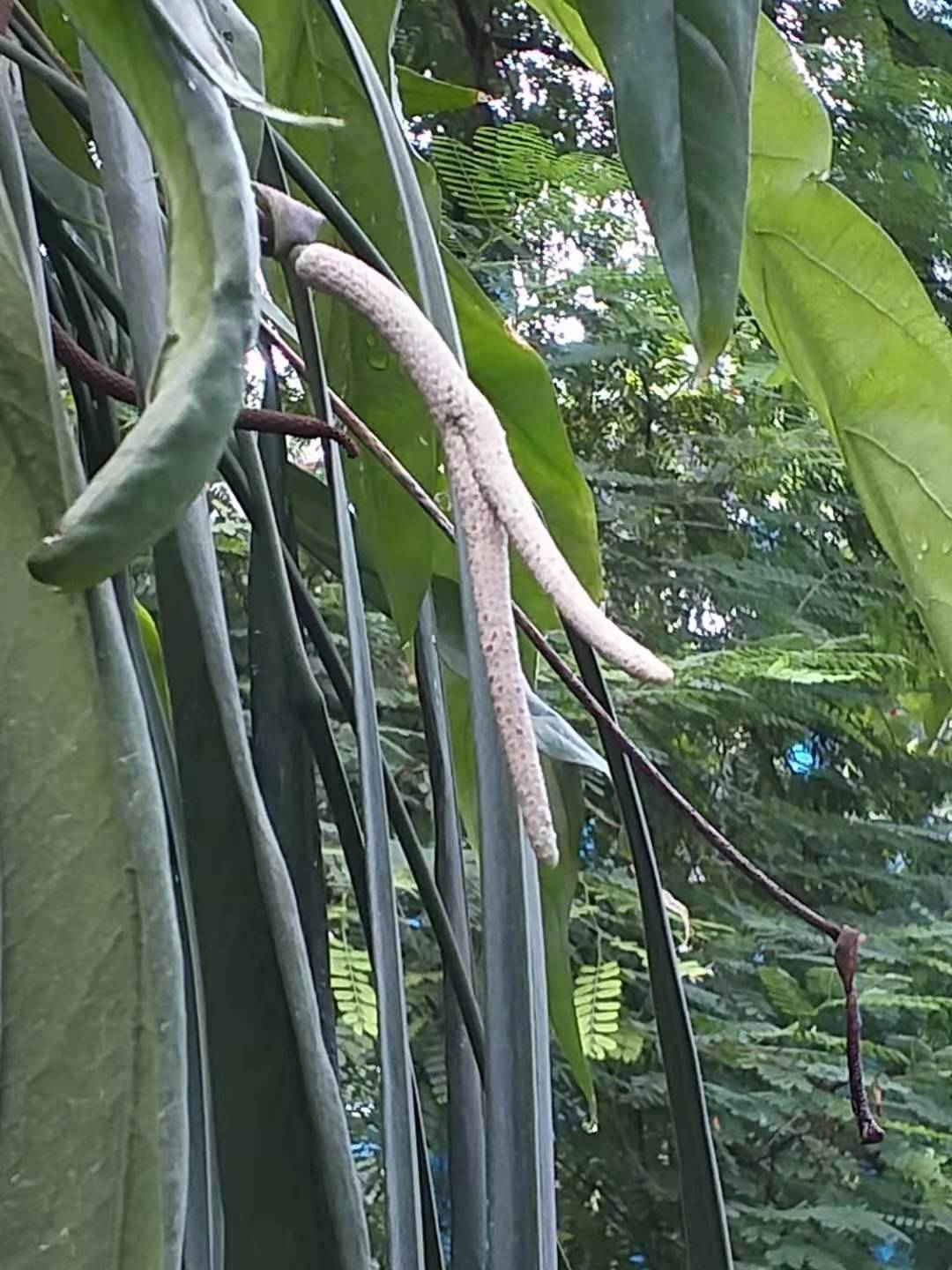
異形花序
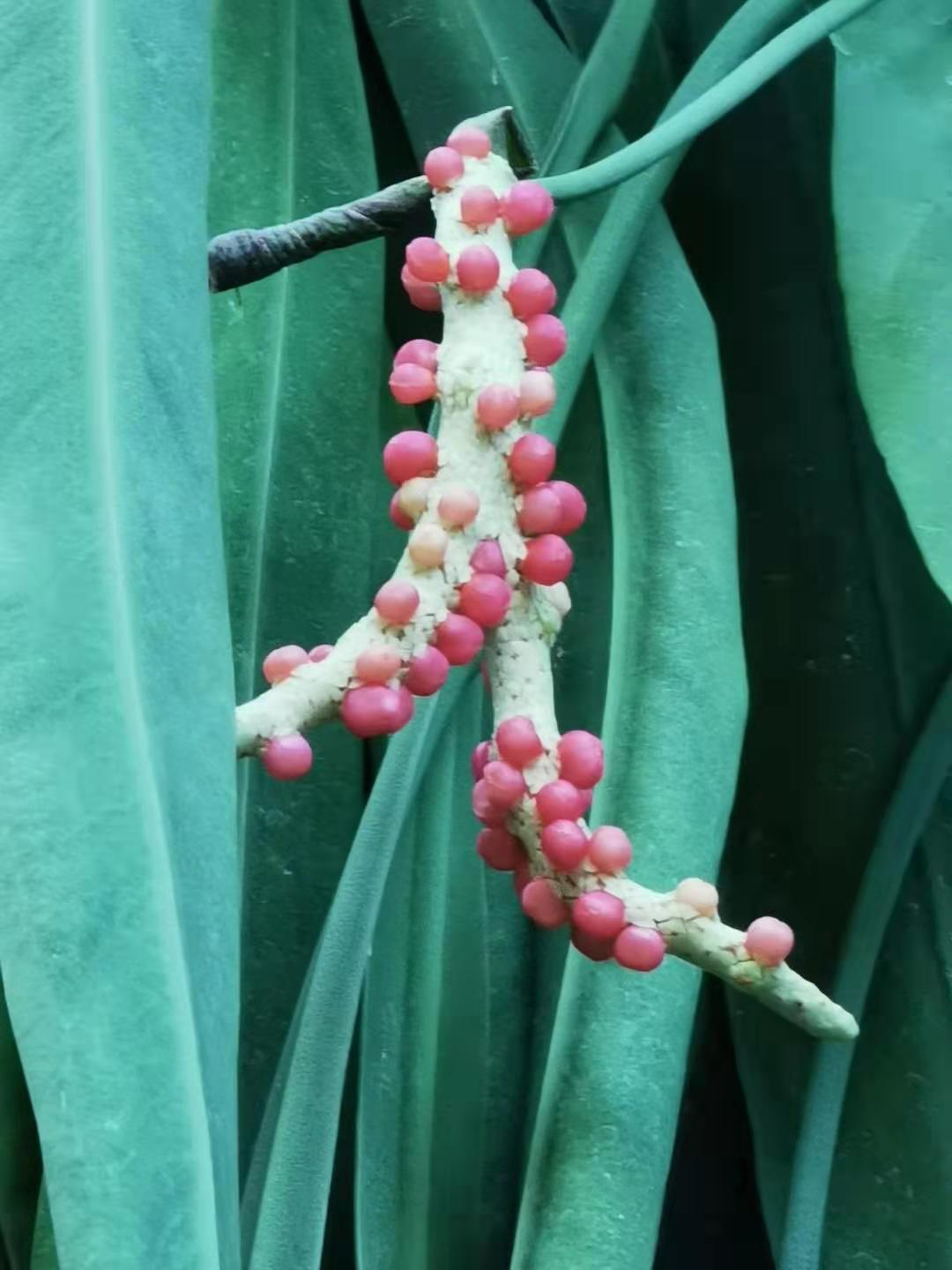
佛焰苞螺旋狀捲曲

### 引文
1. 1 2  . （原始内容存档于2020-04-11）.

### 資料
- .   [2020-04-11]. （原始内容存档于2020-04-11） （英语）.
- .   [2020-04-11]. （原始内容存档于2020-04-11） （英语）.
- （英语）.
- (PDF).   [2020-04-11]. （原始内容存档 (PDF)于2022-03-24） （英语）.

## 延伸閱讀
- 維基物種上的相關：垂葉花燭
- 维基共享资源上的相關多媒體資源：垂葉花燭